# Liste des cenacoli de Florence
La liste des cenacoli de Florence recense les lieux ou les peintures à fresque sur le sujet de la Cène créées pour les réfectoires des couvents de la ville de Florence.
Ces peintures,  destinées aux seuls membres des communautés religieuses, n'ont pu être découvertes qu'à la suppression des ordres monastiques en 1800. Elles sont devenues depuis lors accessibles au public.

## Thème
Le thème de l'œuvre est un de ceux de l'iconographie chrétienne : La « Cène » (terme issu du latin cena : « repas du soir) » est le nom donné par les chrétiens au dernier repas que Jésus-Christ prit avec les douze apôtres le soir du Jeudi saint, avant la Pâque juive, peu de temps avant son arrestation, la veille de sa Crucifixion (appelée encore Passion par les chrétiens), trois jours avant sa résurrection.

## Iconographie
Jésus et les douze apôtres sont les protagonistes principaux de la scène : ils sont attablés face aux spectateurs (presque tout le temps Judas Iscariote est représenté de dos devant la table).
La perspective accroît la dimension de la pièce, car la fresque est placée sur la paroi du fond, généralement face à l'entrée, après la pièce du lavabo, s'appuyant sur l'architecture de la pièce (base des piliers et des voûtes) ; des détails en trompe-l'œil complètent l'illusion architectonique (pavement en carrelage fuyant, frises, médaillons, panneaux, marbres chiquetés...).

### Cenacolo de San Salvi (Andrea del Sarto)

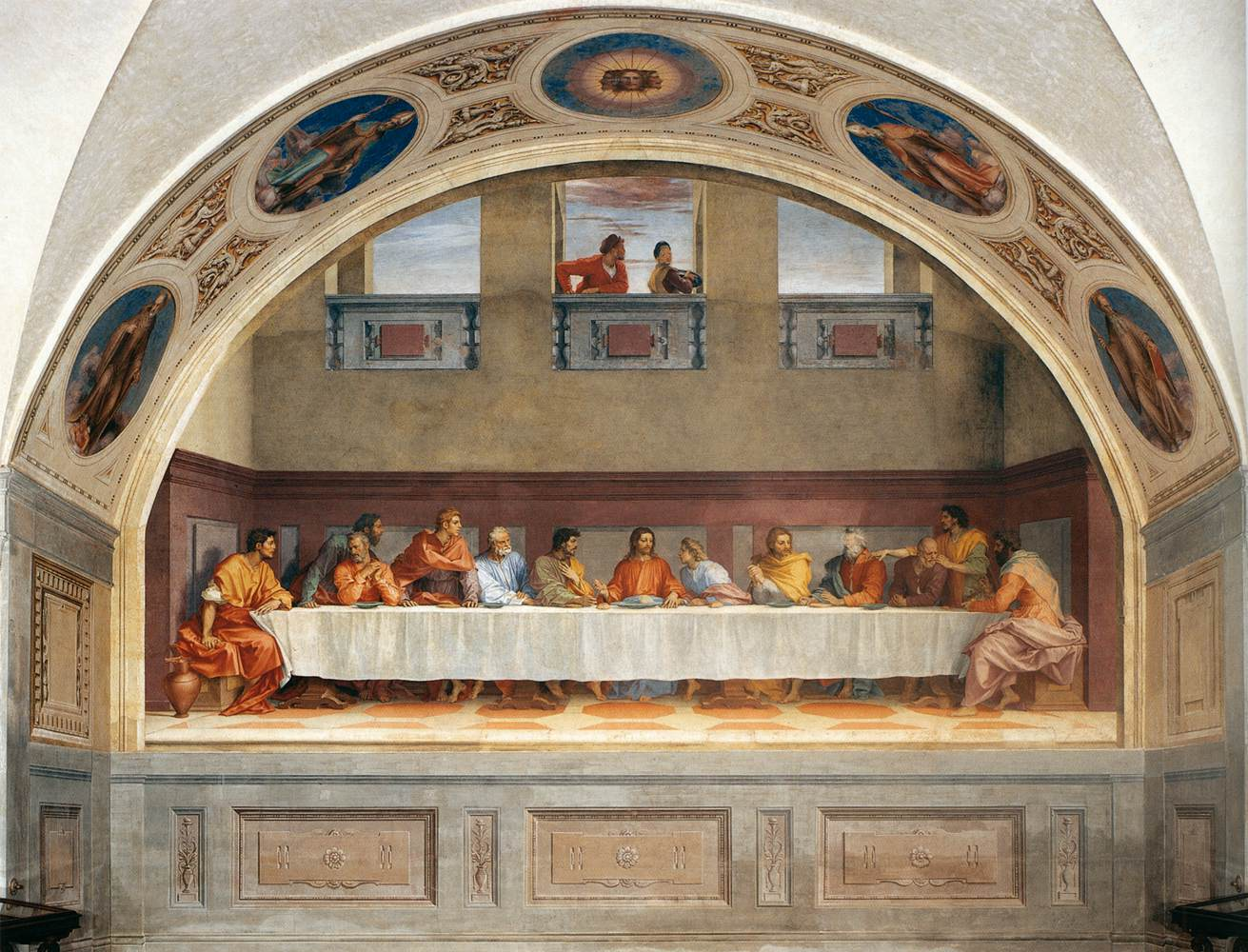
Cenacolo di Andrea del Sarto à San Salvi (1511-1527)

- Le Cenacolo di Andrea del Sarto à San Salvi (réfectoire transformé en musée) : la table est rectangulaire, Judas Iscariote est représenté à côté de Jésus face aux spectateurs (contrairement aux autres représentations) ; la scène est inscrite dans un moment très précis du récit.

### Cenacolo di Fuligno (le Pérugin)

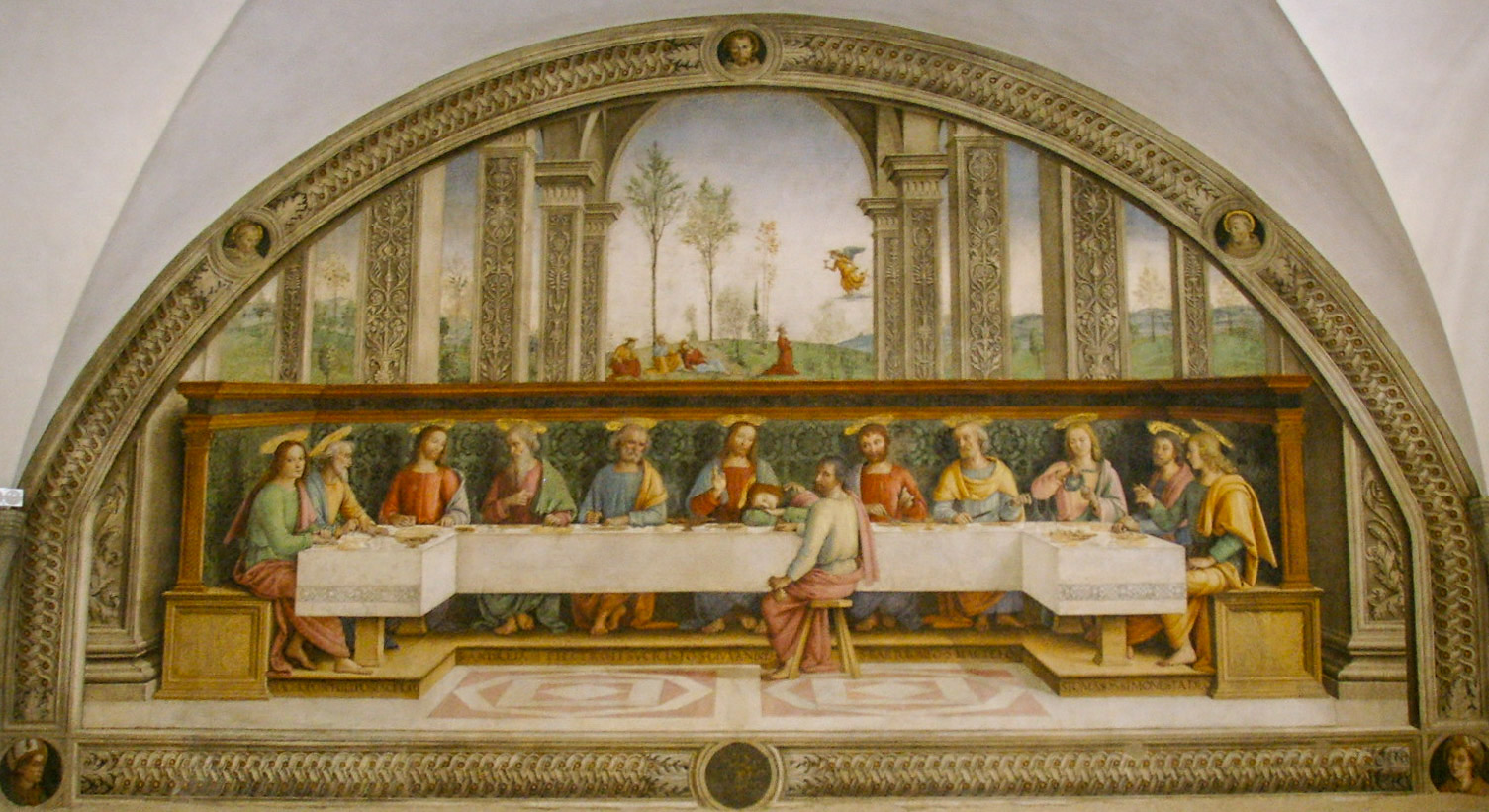
Cenacolo di Fuligno du Pérugin (1493-1496)

- Le Cenacolo di Fuligno comportant  La Cène du Pérugin : la table est en U, un paysage au-delà d'une architecture à colonnes (al sfondo) montre une autre scène, celle de l'Agonie dans le Jardin des Oliviers ; plusieurs des apôtres, dont Judas, portent leur regard vers le spectateur.

### Cenacolo d'Ognissanti (Domenico Ghirlandaio)

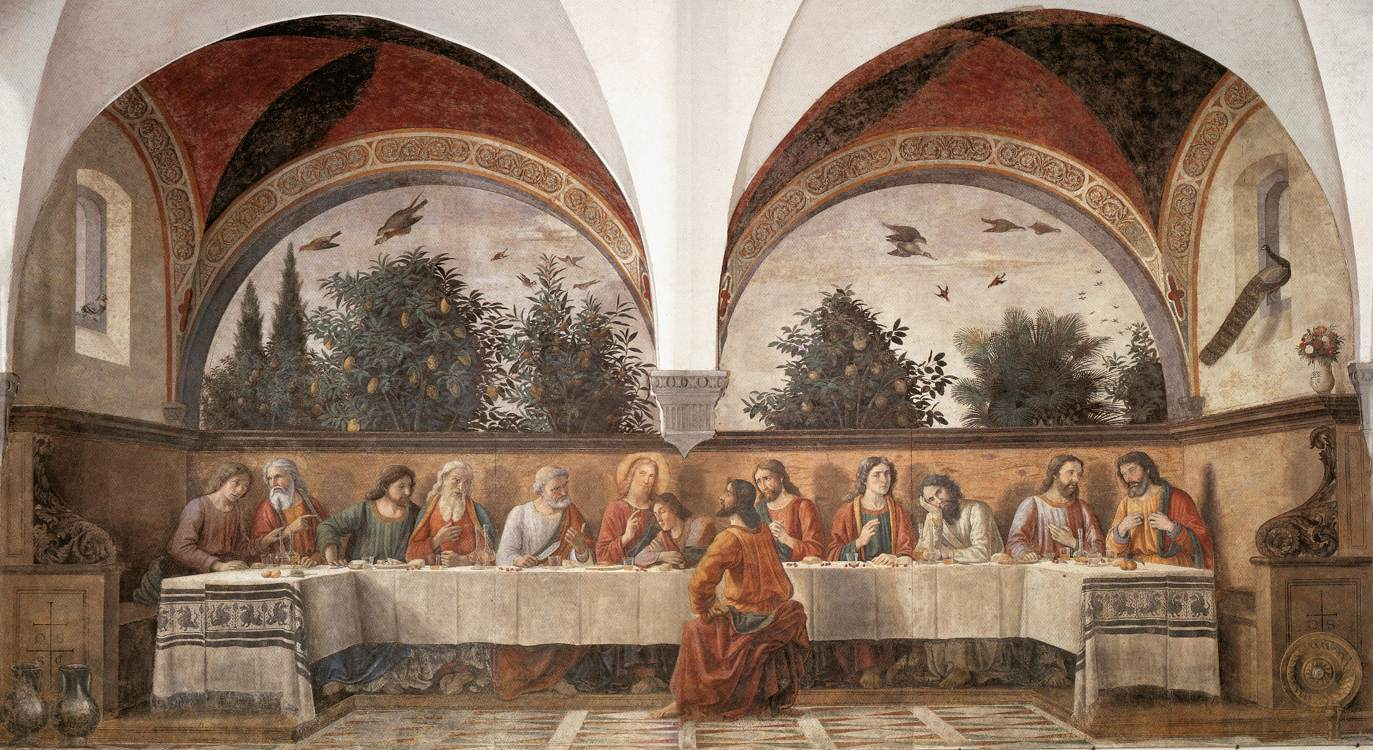
Cenacolo de Domenico Ghirlandaio à l'église Ognissanti (1580)

- Le Cenacolo de Domenico Ghirlandaio à Ognissanti : nombreuses espèces d'oiseaux dans le décor champêtre.

### Cenacolo de San Marco (Domenico Ghirlandaio)

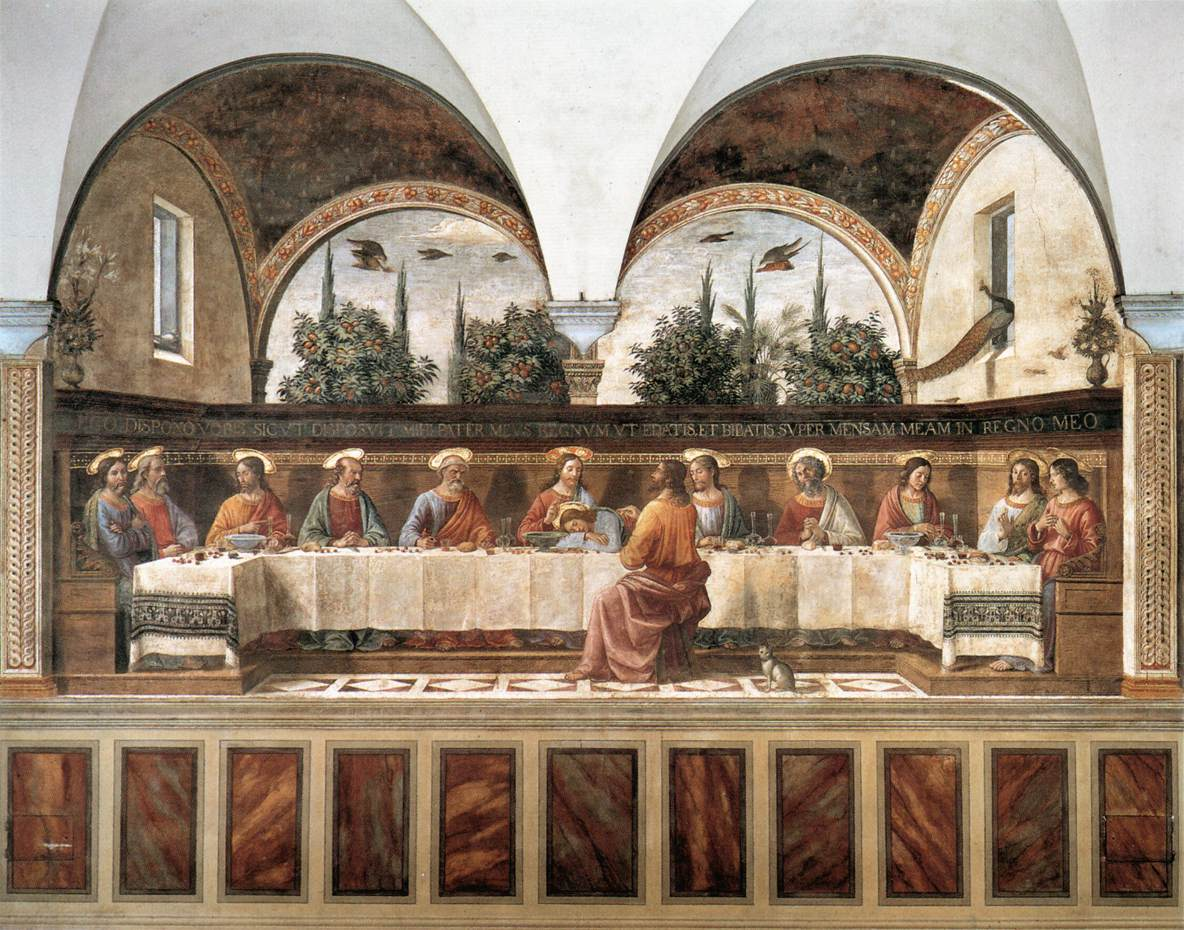
La Cène de San Marco (1486)

- Le Cenacolo de Domenico Ghirlandaio au couvent San Marco (petit réfectoire) : oiseaux comme précédemment et présence d'un chat près de Judas.

### Cenacolo de San Marco (Giovanni Antonio Sogliani)

Cenacolo de San Marco, de Giovanni Antonio Sogliani (1536)

- Le Cenacolo de Sogliani au  couvent San Marco (grand réfectoire) : les apôtres sont ici remplacés par des frères dominicains en habit blanc et noir, sous une crucifixion.

### Cenacolo du couvent Sant'Apollonia (Andrea del Castagno)

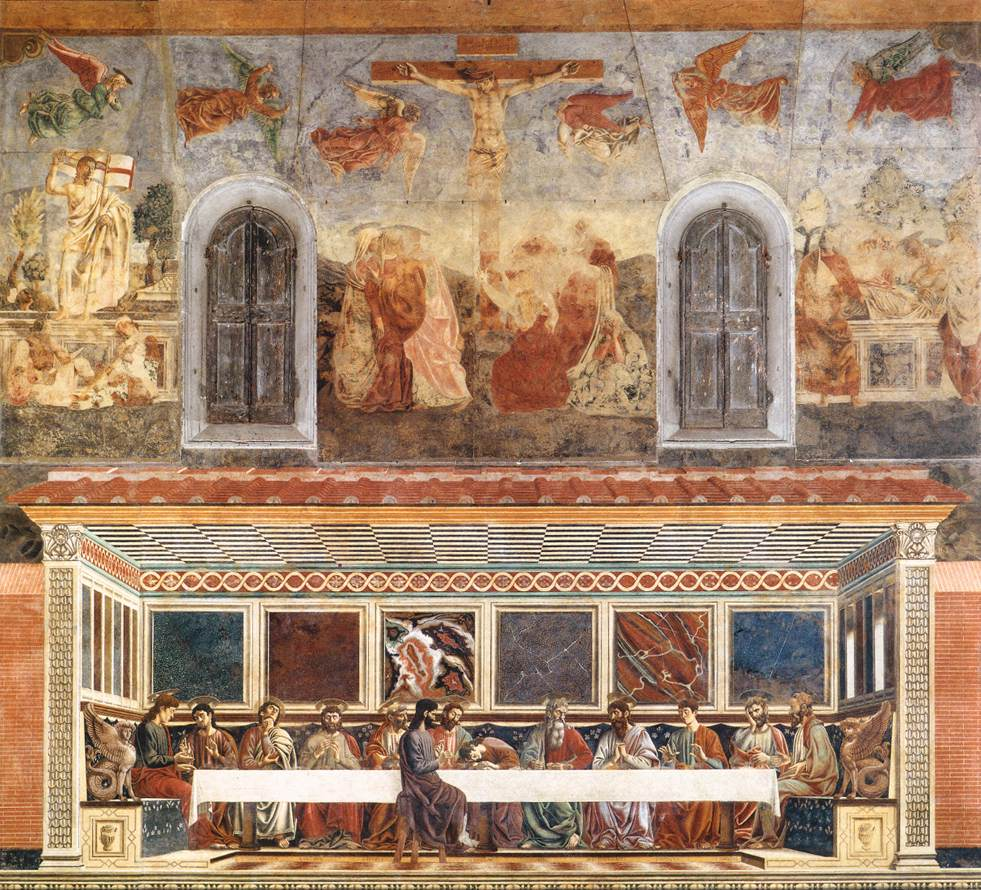
Cenacolo d'Andrea del Castagno au couvent Sant'Apollonia (1445-1450)

- Le Cenacolo di Sant'Apollonia comportant la Cène d'Andrea del Castagno  : harpies d'inspiration mythologique sur les côtés, panneaux marmorizzazioni  (de marbres chiquetés), perspective outrée du nombre de panneaux  latéraux vis-à-vis du seul personnage placé sur le retour du banc.

### Cenacolo de Santa Croce (Taddeo Gaddi)

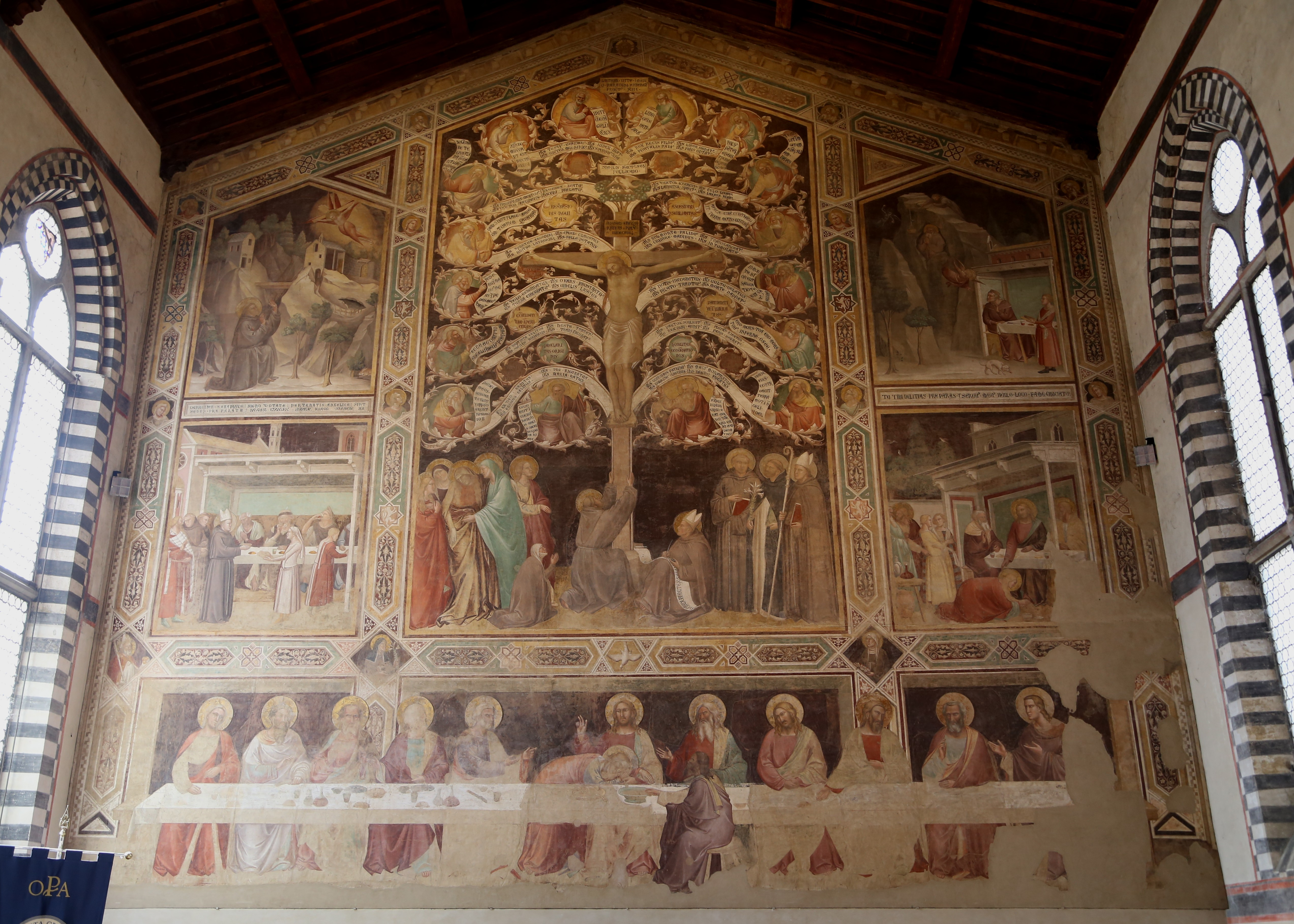
Cenacolo de Santa Croce (1355)

- Le Cenacolo de Santa Croce comportant la Cène de Taddeo Gaddi en prédelle sous L'Arbre de la Croix couvrant la paroi en entier.

### Cenacolo de Santo Spirito (Andrea Orcagna)
- Le Cenacolo de Santo Spirito (it) comportant la Cène d'Andrea Orcagna (largement dégradée ne conservant que deux personnages à droite).

### Cenacolo della Calza (Franciabigio)

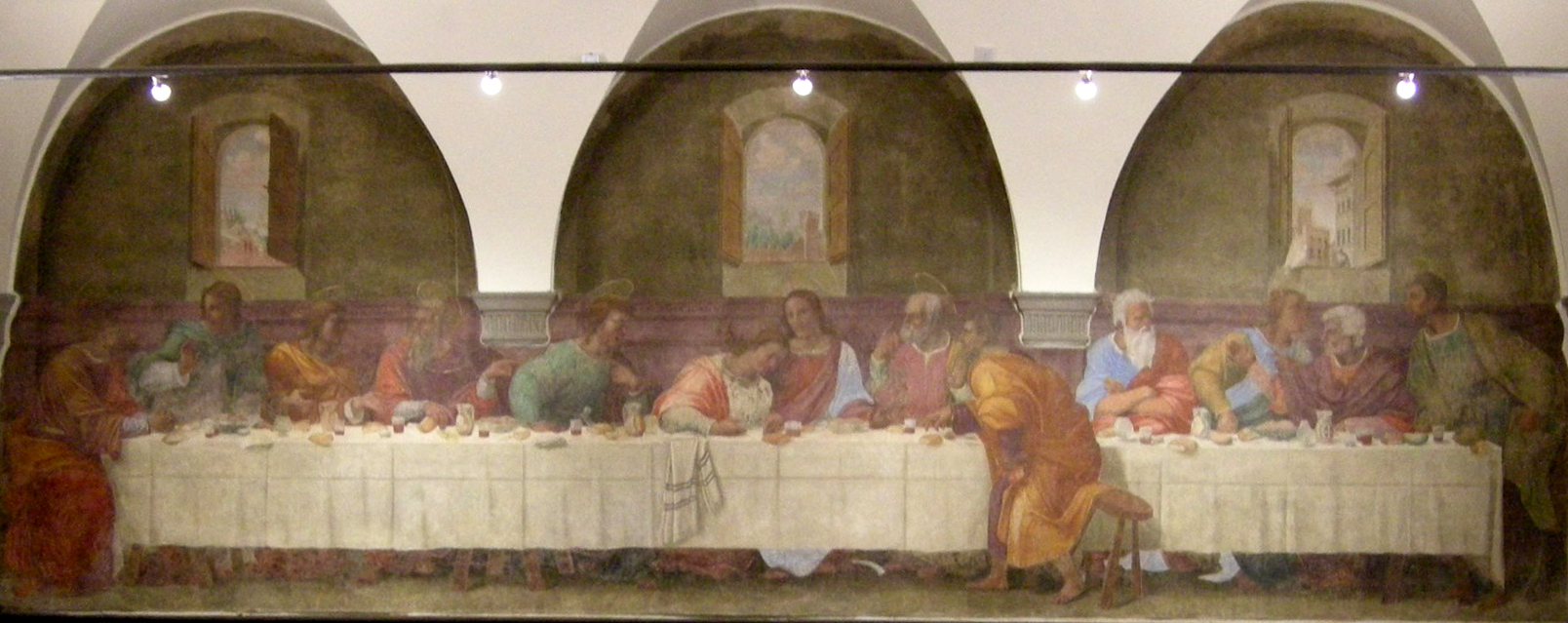
Cenacolo della Calza de Franciabigio (1514)

- Le Cenacolo della Calza comportant la Cène de  Franciabigio avec une accumulation de plantes symboliques.

### Cenacolo de Santa Maria del Carmine (Alessandro Allori)

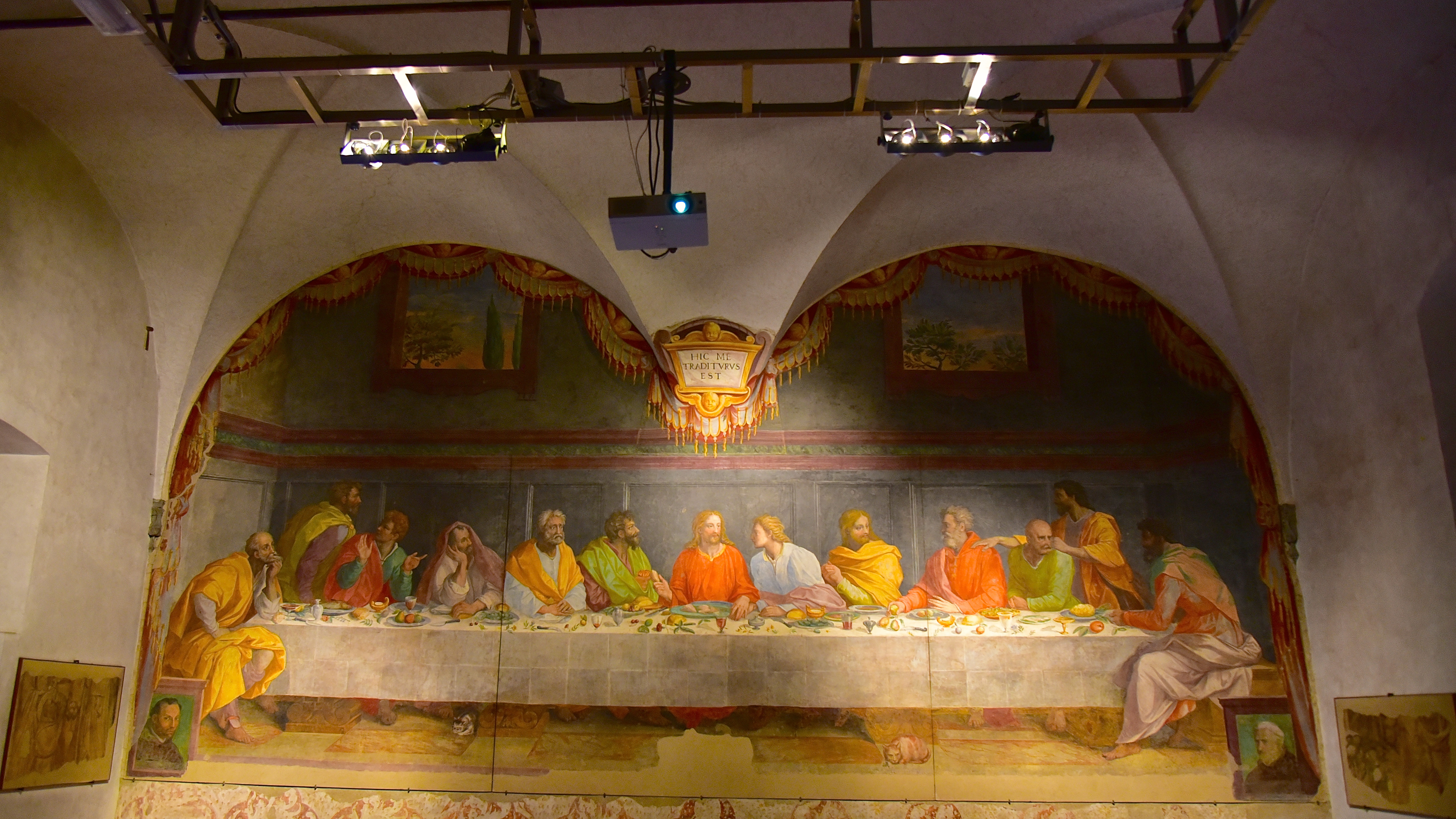
Cenacolo de Santa Maria del Carmine (1582)

- Le Cenacolo de Santa Maria del Carmine comportant la Cène d'Alessandro Allori.

### Cenacolo de Santa Maria Novella (Alessandro Allori)

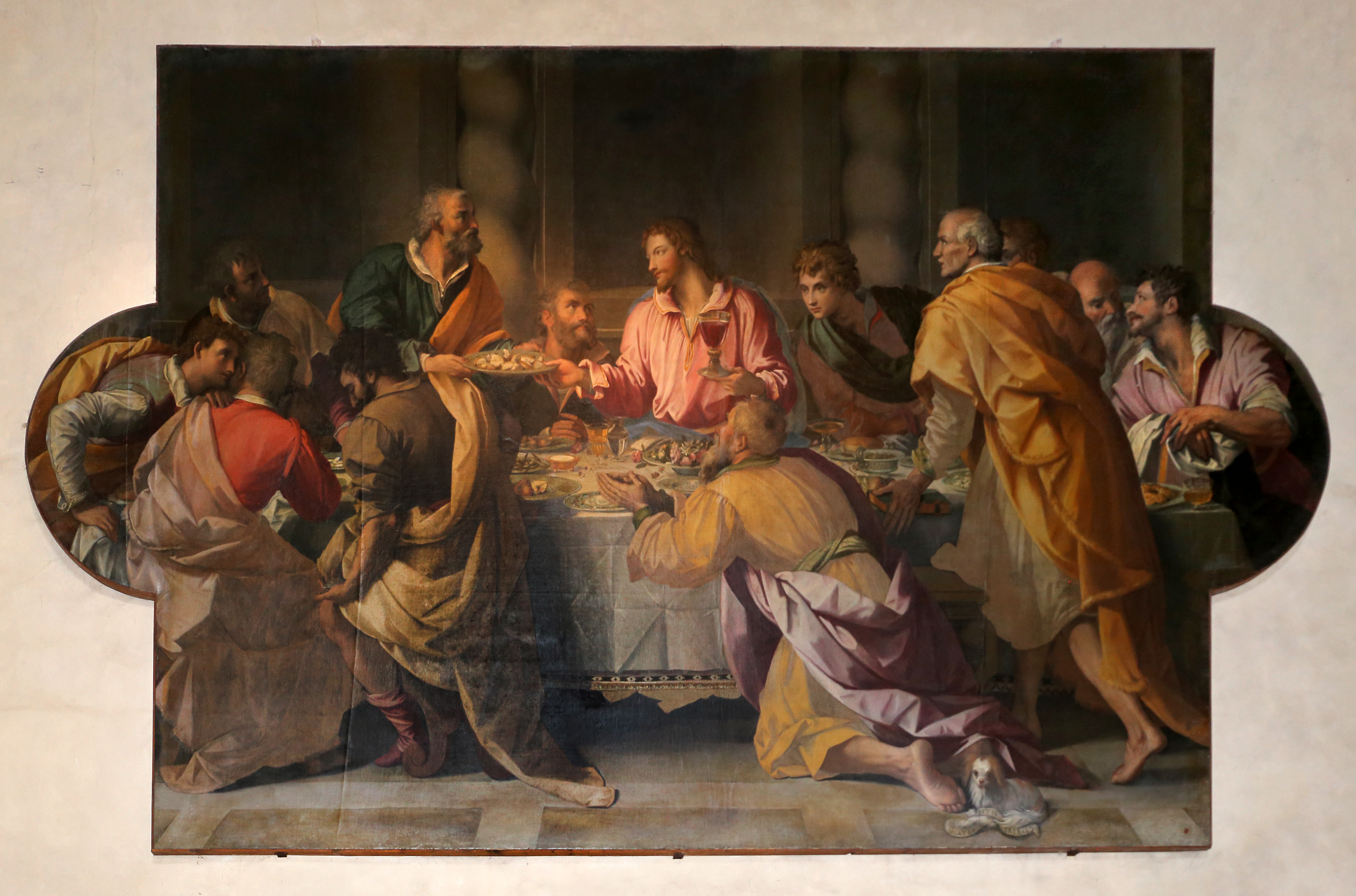
Cenacolo de Santa Maria Novella (vers 1585-1597)

- Le Cenacolo de Santa Maria Novella (it) comportant la Cène d'Alessandro Allori (huile sur toile rapportée initialement sur la fresque des épisodes de la vie de Moïse).

### Cenacolo di Candeli (Giovanni Antonio Sogliani)

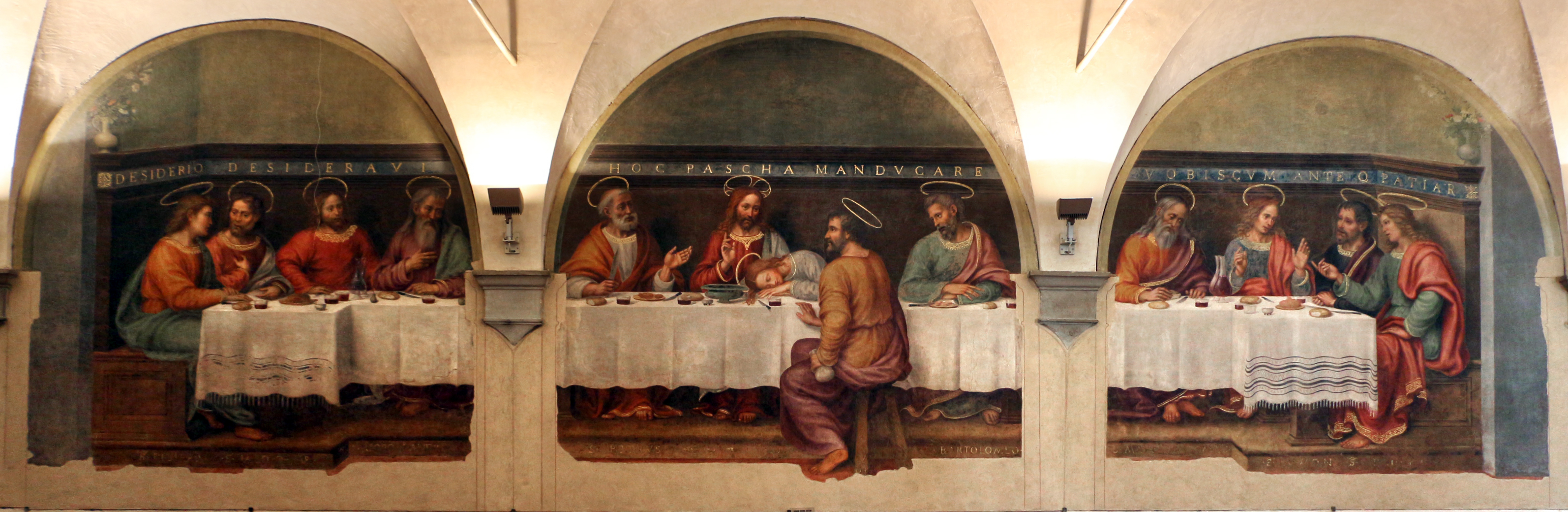
Cenacolo di Candeli (1510-1514)

- Le Cenacolo di Candeli de Giovanni Antonio Sogliani, Santa Maria a Candeli, Borgo pinti, Florence.